# Hellebækvej
Hellebækvej er en vej, der forbinder Hellebæk og Espergærde. Vejen er i dag nedklassificeret og trafikken ledes nu ad Skindersøvej, mens den gamle Hellebækvej kun bruges til lokal færdsel.

## Vejforløb
Vejen forløb i ældre tid fra Kongevejen ved Nyrup over Gurre og Nygård til Hellebæk, idet afgreningen til Mørdrup og Espergærde var registreret som bivej 65 i vejforvaltningen. Vejen bestod da af følgende delstrækninger: fra Kongevejen vest om Nyrup Hegn til greningen nordvest for skoven, og herfra forbi Krogenberg Hegn til Gurre, hvor vejen skar bivej 2 mellem Tikøb og Helsingør. Fra Gurre fortsatte vejen øst om Gurre Sø til Nygård, hvor den skar landevej 3 mellem Frederiksværk og Helsingør. Fra Nygård fortsatte vejen forbi Ørsholt og Hellebæk Avlsgård til sammenløbet med bivej 36. På denne sidste strækning slog veje to ret skarpe knæk, skar Hornbækbanen og endte som Bøssemagergade i Hellebæk (opkaldt efter de gamle bøssemagerhuse i tilknytning til Hammermøllen).
Efter, at vejen er blevet nedklassificeret, har de gamle vejstrækninger fået nye navne:
- Gurreholmvej omfatter strækningen fra Nyrup til vejgreningen.
- Smedebakken omfatter strækningen gennem Nyrup Hegn til Gurrevej (vejkrydset i Gurre).
- Ørsholtvej omfatter strækningen fra Gurrevej til Ømose (de sted, hvor den gamle vej krydser Skindersøvej).
- Nørreløkkevej omfatter strækningen fra Ømose til Nørreløkkegård.
- Hellebækvej omfatter strækningen fra Nørreløkkegård til Bøssemagergade.
- Bøssemagergade omfatter strækningen fra Bøgely til Nordre Strandvej.

## Bebyggelse
Vejen var på lange strækninger uden egentlig bebyggelse, idet det meste af bebyggelsen lå tilbagetrukket fra vejen. Kun ved vejkrydset i Gurre og i Nygård var der tale om egentlig samlet vejnær bebyggelse, mens andre huse lå spredt langs vejen uden at udgøre sammenhængende helheder. Både bebyggelsen i Gurre og i Nygård kan ses som vejbyer opståede i kraft af de to vejkryds i nyere tid. Bebyggelsen i Gurre begyndte så småt at udvikle sig i mellemkrigstiden, men både denne og bebyggelsen i Nygård udviklede sig først for alvor efter 2. verdenskrig. Ingen af de to bebyggelser blev dog særligt store.

## Indretning
Vejen var på hele sin strækning 2-sporet (et spor i hver retning).

## Bustrafik
Vejen blev gennem årtider ligeledes brugt af busforbindelsen mellem Espergærde og Hellebæk, idet buslinje 345 anvendte vejen.